# Triangular Tournament 1912
Das Triangular Tournament 1912 war ein Drei-Nationen-Turnier, das vom 27. Juni bis zum 22. August 1912 in England im Test Cricket ausgetragen wurde. Bei dem zur internationalen Cricket-Saison 1912 gehörenden Turnier nahmen neben dem Gastgeber die Mannschaften aus Australien und Südafrika teil. England konnte sich bei dem Turnier als Gewinner durchsetzen.

## Einordnung
Das Turnier wurde im Juli 1909 auf dem ersten Treffen des Imperial Cricket Council angedacht. Es sollte der Ursprung einer Quasi-Weltmeisterschaft der damals drei Testnationen sein, die alle vier Jahre stattfinden sollte. Jedoch änderten sich die Voraussetzungen zwischen den ersten Planungen und der Austragungen völlig. Waren die Teams 1909 noch als in etwa vergleichbar eingestuft worden, war nach Organisationsänderungen in Australien und Bekanntheit der zuvor erfolgreichen Spielweise Südafrikas (und damit die Einstellung der Gegner darauf), England klar im Vorteil.
Hinzu kam der extrem regnerische Sommer in England, der mehr als doppelt soviel Niederschläge im Sommer 1912 erzielte als üblich. Spiele, die zwischen Australien und Südafrika ausgetragen wurden, waren für das britische Publikum nur von wenig Interesse und so wurde bis zur Asian Test Championship 1998/99 kein Mehrnationen-Turnier im Test-Cricket mehr abgehalten.

## Format
Jede Mannschaft spielte gegen jede jeweils drei Mal. Die Spiele wurden als dreitägige Tests absolviert. Um einen Gewinner Sicherzustellen wurde der letzte Test als Timeless Test ausgetragen. Weitere Regeln zur Bestimmung des Gewinners bei gleicher Anzahl von Siegen gab es nicht.

## Stadien
Die folgenden Stadien wurden für die Tour als Austragungsort vorgesehen.
| Stadion                     | Stadt      | Kapazität | Spiele           |
| --------------------------- | ---------- | --------- | ---------------- |
| Headingley Stadium          | Leeds      | 17.000    | 4. Test          |
| The Oval                    | London     | 23.500    | 8. & 9. Test     |
| Lord’s Cricket Ground       | London     | 30.000    | 2., 3. & 5. Test |
| Old Trafford Cricket Ground | Manchester | 19.000    | 1. & 6. Test     |
| Trent Bridge                | Nottingham | 15.350    | 7. Test          |

## Kaderlisten
Die folgenden Kader wurden vor der Tour bekanntgegeben.
| Test | Test | Test |
| England | Australien | Südafrika |
| --- | --- | --- |
| - C. B. Fry (K) - Sydney Barnes - Walter Brearley - Harry Dean - Johnny Douglas - Frank Foster - Schofield Haigh - Ernie Hayes - J. W. Hearne - Bill Hitch - Jack Hobbs - Gilbert Jessop - Wilfred Rhodes - Tiger Smith (wk) - Reggie Spooner - Pelham Warner - Frank Woolley | - Syd Gregory (K) - Warren Bardsley - Barlow Carkeek (wk) - Sid Emery - Gerry Hazlitt - Claude Jennings - Charles Kelleway - Charles Macartney - Jimmy Matthews - Ernie Mayne - Roy Minnett - David Smith - Bill Whitty | - Frank Mitchell (K) - Louis Tancred (VK) - Rolland Beaumont - Tom Campbell (wk) - Claude Carter - Aubrey Faulkner - Gerald Hartigan - Charles Llewellyn - Dave Nourse - Sid Pegler - Reggie Schwarz - Tip Snooke - Louis Stricker - Herbie Taylor - Tommy Ward (wk) - Gordon White |

## Tabelle
| Teams      | Sp. | S | N | U | R | Punkte |
| ---------- | --- | - | - | - | - | ------ |
| England    | 6   | 4 | 0 | 0 | 2 | 4      |
| Australien | 6   | 2 | 1 | 0 | 3 | 2      |
| Südafrika  | 6   | 0 | 5 | 0 | 1 | 0      |

## Spiele

### Erster Test in Manchester
| 27. – 28. Mai Scorecard | Manchester | Australien 448 (122.3)                           | – | Südafrika 265 (116) & 95 (28.2) (f/o) |
|                         |            | Australien gewinnt mit einem Innings und 88 Runs |   |                                       |

Australien gewann den Münzwurf und entschied sich als Schlagmannschaft zu beginnen. Für sie bildeten die Eröffnungs-Batter Claude Jennings und Charles Kelleway eine Partnerschaft. Jennings gelangen 32 Runs und nachdem der hineinkommende Charles Macartney 21 Runs erzielte, kam Warren Bardsley ins Spiel. Zusammen erzielten Kelleway und Bardsley eine Partnerschaft über 201 Runs, bis Kelleway nach einem Century über 114 Rns ausschied. Diesem folgte Syd Gregory, woraufhin Bardley nach einem Century über 121 Runs sein Wicket verlor. Der folgende Roy Minnett erzielte 12 Runs und nachdem Jimmy Matthews aufs Feld kam, schied Gregory nach 37 Runs aus. Matthews bildete daraufhin eine letzte Partnerschaft mit Bill Whitty und nachdem dieser nach 33 Runs das letzte Wicket des Innings verlor stand Matthews bei ungeschlagenen 49* Runs. Bester südafrikanische Bowler waren Sid Pegler mit 6 Wickets für 105 Runs und Reggie Schwarz mit 3 Wickets für 142 Runs. Für Südafrika formten Eröffnungs-Batter Gerald Hartigan und der dritte Schlagmann Dave Nourse eine Partnerschaft und beendeten den Tag beim Stand von 18/1. Am zweiten Tag schied Nourse nach 17 Runs und Hartigan nach 25 Runs aus. Daraufhin etablierte sich Aubrey Falkner, an dessen Seite Gordon White 22, Frank Mitchell 22, Reggie Schwarz 19 und Rolland Beaumont 31 Runs erreichte. Faulkner beendet edas Innings ungeschlagen mit einem Century über 122+ Runs, womit er den Rückstand auf 183 Runs verkürzte. Dennoch forderte Australien das Follow-on ein. Beste australische Bowler waren Bill Whitty mit 5 Wickets für 55 Runs und Jimmy Matthews mit 3 Wickets für 16 Runs. In ihrem zweiten Innings für Südafrika erreichte es Dave Nourse 18 Runs, bevorHerbie Taylor ins Spiel kam und 21 Runs erzielte. Von den verbliebenen battern konnte lediglich Rolland Beaumont mit 17 Runs eine zweistellige Run-Zahl erzielen, doch als sein Wicket fiel stand die Innings-Niederlage für Südafrika fest. Beste australische Bowler waren Charles Kelleway mit 5 Wickets für 33 Runs und Jimmy Matthews mit 3 Wickets für 38 Runs.

### Zweiter Test in London
| 10. – 12. Juni Scorecard | London (Lord’s) | Südafrika 58 (26.1) & 217 (82)                | – | England 337 (119) |
|                          |                 | England gewinnt mit einem Innings und 62 Runs |   |                   |

Südafrika gewann den Münzwurf und entschied sich als Schlagmannschaft zu beginnen. Für sie konnte lediglich der dritte Schlagmann Dave Nourse mit 13 Runs eine zweistellige-Run-Zahl erzielen, so dass das letzte Wicket schon früh nach nur 58 Runs fiel. Die englischen Wickets erzielten Frank Foster mit 5 Wickets für 16 Runs und Sydney Barnes mit 5 Wickets für 25 Runs. Für England formte Eröffnungs-Batter Wilfred Rhodes zusammen mit dem dritten Schlagmann Reggie Spooner eine Partnerschaft und beendete den Tag beim Stand von 122/1. Am zweiten Spieltag schied Rhodes nach 36 Runs aus und an der Seite von Spooner erreichte C. B. Fry 29 Runs. Nachdem Pelham Warner aufs Feld kam verlor Spooner nach einem Century über 119 Runs sein Wicket. Daraufhin kam Frank Woolley ins Spiel. Warner schied nach 39 Runs aus und Woolley kurz darauf nach einem Fifty über 73 Runs. Von den verbliebenen Batter konnte Frank Foster noch 11 Runs erreichen und das Innings endete mit einem Vorsprung von 279 Runs für England. Beste südafrikanische Bowler waren Sid Pegler mit 7 Wickets für 65 Runs und Dave Nourse mit 3 Wickets für 46 Runs. Für Südafrika bildeten David Nourse und Charlie Llewellyn eine Partnerschaft. Nachdem Nourse nach 17 Runs ausgeschieden war, gelangen an der Seite von Llewellyn Aubrey Falkner 15 und Tip Snooke 16 Runs. Nachdem Reggie Schwarz aufs Feld kam, schied Llewellyn nach einem Fifty über 75 Runs aus. Der hineinkommende Sid Pegler erzielte 10 Runs, woraufhin Claude Carter aufs Feld kam und Schwarz nach 28 Runs sein Wicket verlor. Carter beendete das Innings ungeschlagen mit 27* Runs, konnte jedoch England nicht mehr zurück an den Schlag bringen. Die englischen Wickets erzielten Sydney Barnes mit 6 Wickets für 85 Runs und Frank Foster mit 3 Wickets für 54 Runs.

### Dritter Test in London
| 24. – 26. Juni Scorecard | London (Lord’s) | England 310-7d (90) | – | Australien 282-7 (127.2) |
|                          |                 | Remis               |   |                          |

England gewann den Münzwurf und entschied sich als Schlagmannschaft zu beginnen. Für sie bildeten Eröffnungs-Batter Jack Hobbs und Wilfred Rhodes eine Partnerschaft. Rhodes schied nach einem Fifty über 59 Runs aus und wurde durch C. B. Fry ersetzt. Hobbs gelang ein Century über 107 Runs und der Tag endete beim Stand von 211/4. Am zweiten Spieltag kam Frank Woolley aufs Feld, der zusammen mit Fry nach einem Regenreichen Tag an dem nur 20 Minuten Spielzeit möglich war diesen beim Stand von 244/4 beendete. Am dritten Tag verlor Fry sein Wicket nach 42 Runs und nachdem Frank Foster ins Spiel kam verlor Woolley das seine nach 20 Runs. Daraufhin folgte ihm J. W. Hearne und als Foster ebenfalls nach 20 Runs ausschied deklarierte England das Innings als Hearne 21* Runs erreicht hatte und der hineingekommene Tiger Smith 14* Runs. Beste australische Bowler waren Sid Emery mit 2 Wickets für 46 Runs und Charles Kelleway mit 2 Wickets für 66 Runs. Für Australien formten die Eröffnungs-Batter Claude Jennings und Charles Kelleway eine Partnerschaft. Jennings erreichte 21 Runs und wurde gefolgt von Charles Macartney, dem ein Fifty über 99 Runs gelang. Nachdem an der Seite von Kelleway Warren Bardsley 21 Runs erzielte kam Syd Gregory ins Spiel und Kelleway verlor nach einem Fifty über 61 Runs sein Wicket. Daraufhin etablierte sich David Smith und nachdem Gregory 10 Runs erreichte, folgte ihm Gerry Hazlitt. Hazlitt schied nach 19 Runs aus, als Smith 24* Runs erzielt hatte, womit der Tag und das Spiel im Remis endete. Bester englischer Bowler war Wilfred Rhodes mit 3 Wickets für 59 Runs.

### Vierter Test in Leeds
| 8. – 10. Juli Scorecard | Leeds | England 242 (78.1) & 238 (90.2) | – | Südafrika 147 (56.3) & 159 (58.2) |
|                         |       | England gewinnt mit 174 Runs    |   |                                   |

England gewann den Münzwurf und entschied sich als Schlagmannschaft zu beginnen. Für sie begannen Eröffnungs-Batter Jack Hobbs und der dritte Schlagmann Reggie Spooner mit einer Partnerschaft. Hobbs gelangen 27 Runs, woraufhin C. B. Fry ins Spiel kam. Spooner erreichte 21 Runs und kurz darauf schied auch Fry nach 10 Runs aus. Es formte sich die Partnerschaft zwischen J. W. Hearne und Frank Woolley, in der Hearne 45 Runs erzielte und kurz darauf Woolley nach einem Fifty über 57 Runs ausschied. Es folgten Gilbert Jessop und Frank Foster. Jessop gelangen 16 Runs und dem hineinkommenden Tiger Smith 13. Foster verlor dann das letzte Wicket des Innings nach 30 Runs. Beste südafrikanische Bowler waren Dave Nourse mit 4 Wickets für 52 Runs und Sid Pegler mit 3 Wickets für 112 Runs. Für Südafrika begannen die Eröffnungs-Batter Louis Tancred und Herbie Taylor. Tancred erzielte 15 Runs und der hineinkommende Louis Stricker 10 Runs. Nachdem Tip Snooke ins Spiel kam verlor Taylor sein Wicket nach 31 Runs. Daraufhin kam Sid Pegler ins Spiel und nachdem Snooke nach 23 Runs ausschied endete der Tag beim Stand von 141/8. Am zweiten Spieltag endete das Innings nachdem Pegler 35* Runs erzielt hatte und so den Rückstand für Südafrika auf 95 Runs verkürzt hatte. Beste englische Bowler waren Sydney Barnes mit 6 Wickets für 52 Runs und Harry Dean mit 3 Wickets für 41 Runs. Für England eröffneten Jack Hobbs und Wilfred Rhodes. Rhodes schied nach 10 Runs aus und wurde durch Reggie Spooner ersetzt. Hobbs verlor nach einem Fifty über 55 Runs sein Wicket und dem hineinkommenden J. W. Hearne gelangen 35 Runs. Nachdem Tiger Smith aufs Feld kam, schied Spooner nach einem Fifty über 82 Runs aus. Daraufhin kam Sydney barnes ins Spiel und nachdem Smith nach 11 Runs ausgeschieden war beendete Barnes das Innings ungeschlagen mit 15* Runs und erhöhte so die Vorgabe auf 334 Runs. Beste südafrikanische Bowler waren Aubrey Faulkner mit 4 Wickets für 50 Runs, Dave Nourse mit 3 Wickets für 52 Runs und Sid Pegler mit 3 Wickets für 110 Runs. Für Südafrika bildete Eröffnungs-Batter Louis Tancred mit dem dritten Schlagmann Gordon White eine Partnerschaft. White erreichte 17 Runs und der hineinkommende Dave Nourse 15 Runs. Daraufhin endete der Tag beim Stand von 105/7. Am dritten Tag verlor Tancred sein Wicket nach 39 Runs, bevor Sid Pegler und Claude Carter eine Partnerschaft formten. Pegler gelangen 32 Runs, woraufhin kurz darauf Carter nach 31 Runs das letzte Wicket des Spiels verlor, womit die Niederlage feststand. Bester englischer Bowler war Sydney Barnes mit 4 Wickets für 63 Runs.

### Fünfter Test in London
| 15. – 17. Juli Scorecard | London (Lord’s) | Südafrika 263 (89) & 173 (57.1)   | – | Australien 390 (128.5) & 48-0 (12.1) |
|                          |                 | Australien gewinnt mit 10 Wickets |   |                                      |

Südafrika gewann den Münzwurf und entschied sich als Schlagmannschaft zu beginnen. Für sie konnte sich Eröffnungs-Batter Louis Tancred etablieren und an seiner Seite Dave Nourse 11 Runs erzielen. Nachdem Herbie Taylor ins Spiel kam, schied Tancred nach 31 Runs aus und wurde durch Louis Stricker ersetzt. Stricker gelangen 48 Runs, und den hineinkommenden Frank Mitchell 12 und Sid Pegler 25 Runs. Taylor verlor daraufhin das letzte Wicket des Innings nach einem Fifty über 93 Runs. Bester australischer Bowler war Bill Whitty mit 4 Wickets für 68 Runs. Für Australien bildete der Eröffnungs-Batter Charles Kelleway zusammen mit dem vierten Schlagmann Warren Bardsley eine Partnerschaft und beendeten den Tag beim Stand von 86/2. Am zweiten Spieltag verlor Kelleway nach einem Century über 102 Runs sein Wicket, und nachdem Ernie Mayne auf den Platz schied auch Bardley nach einem Century über 164 Runs aus. Für ihn folgte Ray Minnett und nachdem Mayne 23 Runs erreichte, erhöhte Minnett den Vorsprung für Australien mit seinen 39 Runs auf 127 Runs. Beste südafrikanische Bowler waren Sid Pegler mit 4 Wickets für 79 Runs und Dave Nourse mit 3 Wickets für 60 Runs. In ihrem zweiten Innings bildeten für Südafrika die Eröffnungs-Batter Louis Stricker und Louis Tancred eine Partnerschaft. Tancred erzielte 19 Ruins und nachdem der hineinkommende Gordon White 18 Runs erreichte schied nach Stricker nach 13 Runs aus. Daraufhin kam Charlie Llewellyn ins Spiel und nachdem an seiner Seite Dave Nourse 10 Runs erreichte, verlor Llewellyn nach einem Fifty über 59 Runs sein Wicket. Daraufhin etablierte sich Herby Taylor und der Tag endete beim Stand von 146/8. Am dritten tag kam Sid Pegler aufs Feld, der 14 Runs erreichte. Taylor beendete das Inning ungeschlagen mit 10* Runs und setzte so Australien eine Vorgabe von 47 Runs. Beste australische Bowler waren Jimmy Matthews mit 4 Wickets für 29 Runs und Charles Macartney mit 3 Wickets für 29 Runs. Für Australien konnten die Eröffnungs-Batter Claude Jennings und Ernie Mayne die Vorgabe im 13. Over einholen. Mayne erreichte dabei 25* Runs und Jennings 22* Runs.

### Sechster Test in Manchester
| 29. – 31. Juli Scorecard | Manchester | England 203 (92.5) | – | Australien 14-0 (13) |
|                          |            | Remis              |   |                      |

England gewann den Münzwurf und entschied sich als Schlagmannschaft zu beginnen. Für sie begannen die Eröffnungs-Batter Jack Hobbs und Wilfred Rhodes. Hobbs schied nach 19 Runs aus und an der Seite von Rhodes konnte C. B. Fry 19 und die hineinkommenden Frank Woolley und Frank Foster jeweils 13 Runs erzielen, bevor der Tag beim Stand von 185/6 endete. Am zweiten Spieltag verlor Rhodes sein Wicket nach einem Fifty über 92 Runs und das Innings endete nach 203 Runs für England. Beste australische Bowler waren Bill Whitty mit 4 Wickets für 43 Runs und Gerry Hazlitt mit 4 Wickets für 77 Runs. Für Australien verloren die beiden Eröffnungs-Batter Claude Jennings (9* Runs) und Charles Kelleway (3* Runs) bis zum Ende des Tages kein Wicket mehr und der Tag endete beim Stand von 14/0. Am dritten Spieltag war kein Spiel mehr möglich und so endete das Spiel mit einem Remis.

### Siebter Test in Nottingham
| 5. – 7. August Scorecard | Nottingham | Südafrika 329 (128.5) | – | Australien 219 (94.1) |
|                          |            | Remis                 |   |                       |

Südafrika gewann den Münzwurf und entschied sich als Schlagmannschaft zu beginnen. Für sie bildete Eröffnungs-Batter Louis Trancred mit dem dritten Schlagmann Dave Nourse eine Partnerschaft. Tancred gelangen 30 Runs und dem hineinkommenden Aubrey Faulkner 15 Runs. Nachdem Charles Llewellyn ins Spiel kam verlor Nourse nach einem Fifty über 64 Runs sein Wicket. Daraufhin etablierte sich Lois Stricker und nachdem Llewellyn 12 und Tip Snooke 20 Runs erzielten folgte ihnen Gordon White. Stricker erreichte 37 Runs und nachdem Sid Pegler ins Spiel kam endete der Tag beim Stand von 266/8. Am zweiten Spieltag schied Pegler nach 26 Runs aus und Tommy Ward verlor das letzte Wicket des Innings nach 24 runs als White bei einem Fifty über 59* Runs stand. Beste australische Bowler mit jeweils zwei Wickets waren Jimmy Matthews (für 27 Runs), Gerry Hazlitt (für 48 Runs), Bill Whitty (für 64 Runs) und Sid Emery (für 87 Runs). Für Australien formte der Eröffnungs-Batter Charles Kelleway mit dem dritten Schlagmann Charles Macartney eine Partnerschaft. Macartney gelangen 34 Runs, woraufhin sich Warren Bardsley etablierte. Kelleway schied nach 37 Runs aus und der hineinkommende Syd Gregory nach 18 Runs. Nachdem Roy Minnett ins Spiel kam verlor Bardsley nach einem Fifty über 56 Runs sein Wicket. Ihm folgte Jimmy Matthews und nachdem Minnett 31 Runs erzielte, schied auch Matthews nach 21 Runs aus. Das Innings und damit auch der Tag endete mit einem Rückstand von 110 Runs für Australien. Beste südafrikanische Bowler waren Sid Pegler mit 4 Wickets für 30 Runs und Aubrey Faulkner mit 3 Wickets für 43 Runs.

### Achter Test in London
| 12. – 13. August Scorecard | London (Oval) | Südafrika 95 (42.3) & 93 (32.4) | – | England 176 (56.1) & 14-0 (4.3) |
|                            |               | England gewinnt mit 10 Wickets  |   |                                 |

Südafrika gewann den Münzwurf und entschied sich als Schlagmannschaft zu beginnen. Für sie erzielte Eröffnungs-Batter Herbie Taylor 23 Runs, bevor Tip Snooke ins Spiel kam und ebenfalls 23 Runs erreichte. Das letzte Wicket des Innings fiel dann nach 95 Runs. Beste englische Bowler waren Sydney Barnes mit 5 Wickets für 28 Runs und Frank Woolley mit 5 Wickets für 41 Runs. Für England formte Eröffnungs-Batter Jack Hobbs zusammen mit dem dritten Schlagmann Reggie Spooner eine Partnerschaft. Spooner schied nach 26 Runs aus und nachdem der hineinkommende Frank Woolley 13 Runs erzielte, kam J. W. Hearne ins Spiel. Hobbs schied nach einem Fifty über 68 Runs auf und Hearne verlor das letzte Wicket des Innings mit einem Vorsprung für England von 81 Runs nach 20 Runs. Bester südafrikanischer Bowler war Audrey Faulkner mit 7 Wickets für 84 Runs. Damit endete der Tag. Am zweiten Spieltag konnte sich für Südafrika die Partnerschaft zwischen Dave Nourse und Aubrey Falkner bilden. Falkner schied nach 10 Runs aus und Nourse gelangen 42 Runs. Ihnen gelang es England erneut an den Schlag zu bringen, jedoch setzten sie nur eine Vorgabe von 13 Runs. Bester englischer Bowler war Sydney Barnes mit 8 Wickets für 29 Runs. Jack Hobbs (9 Runs) und J. W. Hearne (5 Runs) gelang das Erreichen der Vorgabe im fünften Over und damit der zehn Wicket-Sieg.

### Neunter Test in London
| 19. – 22. August Scorecard | London (Oval) | England 245 (114.1) & 175 (86.4) | – | Australien 111 (54.4) & 65 (22.4) |
|                            |               | England gewinnt mit 244 Runs     |   |                                   |

England gewann den Münzwurf und entschied sich als Schlagmannschaft zu beginnen. Für sie bildeten Jack Hobbs und Wilfred Rhodes die Eröffnungs-Partnerschaft. Hobbs schied nach einem Fifty über 66 Runs aus und Rhodes erreichte 49 Runs. Daraufhin etablierte sich Frank Woolley, an dessen seite Johnny Douglas 18 und Frank Foster 19 Runs erzielten. Woolley verlor sein wicket nach einem Fifty über 62 Runs und der Tag endete beim Stand von 233/8. Am zweiten Tag beendete England das Innings nach 245 Runs. Die besten australischen Bowler waren Roy Minnett mit 4 Wickets für 34 Runs und Bill Whitty mit 4 Wickets für 69 Runs. Für Australien formte Eröffnungs-Batter Charles Kelleway mit dem vierten Schlagmann Warren Bardsley eine Partnerschaft, die den Tag beim Stand von 51/2 beendeten. Am dritten Tag schied Kelleway nach 43 Runs aus und Bardsley gelangen 30 Runs. Kein weiterer Spieler konnte sich etablieren und so endete das Innings mit einem Rückstand von 134 Runs für Australien. Beste englische Bowler waren Frank Woolley mit 5 Wickets für 29 Runs und Sydney Barnes mit 5 Wickets für 30 Runs. In ihrem zweiten Innings bildete für England der Eröffnungs-Batter Jack Hobbs mit dem vierten Schlagmann C. B. Fry eine Partnerschaft. Hobbs schied nach 32 Runs aus, woraufhin J. W. Hearne aufs Feld kam und deer Tag beim Stand von 64/4 endete. Am vierten Tag verlor Hearne sein Wicket nach 14 Runs und wurde durch Johnny Douglas ersetzt. Fry schied nach einem Fifty über 79 Runs aus und kurz darauf auch Douglas nach 24 Runs. Das Innings endete in der Folge mit einer Vorgabe von 310 Runs für Australien. Beste australische batter waren Gerry Hazlitt mit 7 Wickets für 25 Runs und Bill Whitty mit 3 Wickets für 71 Runs. Für Australien formte der Eröffnungs-Batter Claude Jennings mit dem dritten Schlagmann Charley Macartney eine Partnerschaft. Jennings schied nach 14 Runs aus und kurz darauf verlor Macartney sein Wicket nach 30 Runs. Nachdem sich kein weiterer Spieler Australiens etablieren konnte unterlagen diese das Spiel deutlich. Beste australische Bowler waren Frank Woolley mit 5 Wickets für 20 Runs und Harry Dean mit 4 Wickets für 19 Runs.

## Statistiken
Die folgenden Cricketstatistiken wurden bei dieser Tour erzielt.
| Tests            | Tests      | Tests   | Tests   | Tests   | Tests   | Tests   | Tests   | Tests   |
| Batting          | Batting    | Batting | Batting | Batting | Batting | Batting | Batting | Batting |
| Spieler          | Mannschaft | Spiele  | Innings | Runs    | Average | HS      | 100s    | 50s     |
| ---------------- | ---------- | ------- | ------- | ------- | ------- | ------- | ------- | ------- |
| Warren Bardsley  | Australien | 6       | 6       | 392     | 65,33   | 164     | 2       | 1       |
| Jack Hobbs       | England    | 6       | 9       | 387     | 48,37   | 107     | 1       | 3       |
| Charles Kelleway | Australien | 6       | 7       | 360     | 60,00   | 114     | 2       | 1       |
| Wilfred Rhodes   | England    | 6       | 8       | 257     | 32,12   | 92      | 0       | 2       |
| Reggie Spooner   | England    | 6       | 8       | 251     | 31,37   | 119     | 1       | 1       |
| Bowling          |            |         |         |         |         |         |         |         |
| Spieler          | Mannschaft | Spiele  | Overs   | Wickets | Average | BBI     | 5W      | 10W     |
| Sydney Barnes    | England    | 6       | 190.0   | 39      | 10,35   | 8/29    | 6       | 3       |
| Sid Pegler       | Südafrika  | 6       | 231.2   | 29      | 21,34   | 7/65    | 2       | 0       |
| Bill Whitty      | Australien | 6       | 220.0   | 25      | 19,80   | 5/55    | 1       | 0       |
| Gerry Hazlitt    | Australien | 6       | 189.3   | 19      | 20,94   | 7/25    | 1       | 0       |
| Frank Woolley    | England    | 6       | 57.5    | 17      | 8,94    | 5/20    | 3       | 1       |
| Aubrey Faulkner  | Südafrika  | 6       | 161.4   | 17      | 26,70   | 7/84    | 1       | 0       |